# Закс, Андреас Адамович
Андреас Адамович Закс (4 мая 1903 — 11 ноября 1983) — немецкий советский писатель, поэт и драматург.

## Биография
Андреас Закс родился в Баку. Детство и юность провёл в поволжском селе Семёновка. С 1931 года работал в немецкой газете «Nachrichten», затем в Народном комиссариате просвещения АССР Немцев Поволжья, в немецком драматическом театре.
В 1938 году окончил Немецкий педагогический институт и в этом же году возглавил Союз писателей АССР Немцев Поволжья. С началом Великой Отечественной войны был депортирован в Сибирь, где был рабочим, бухгалтером, учителем. Затем переехал в Астрахань, а потом в Тирасполь.

## Творчество
Перу Закса принадлежат пьесы «Источники бьют ключом» (Die Quellen sprudeln), «Франц Крафт» (Franz Kraft), «Вознесение патера Вуцки в ад» (Pater Wutzkis Hollenfahrt), «Фриц становится героем» (Fritz Wird ein Held) и др. Также он является автором ряда рассказов, юморесок, шванков, текстов к песням. Крупнейшим произведением Закса стал роман «В вихре времени» (Im Wirbelsturm, 1983).